# Хэдли, Керсон
Керсон Хэдли (родился 22 мая 1989 года в Понапе) — микронезийский пловец, представлявший свою страну на летних Олимпийских играх в 2008 и 2012 годах.
Хэдли участвовал в летних Олимпийских играх 2008 года в плавание на 50 метров вольным стилем среди мужчин. Он финишировал на 70-м месте показав результат 25,34 секунды.
Керсон прошёл квалификацию на летние Олимпийские игры 2012 года в плавание на 50 метров вольным стилем среди мужчин, где занял 40-е место. На Олимпийских играх 2012 года в Лондоне он выиграл свой заплыв за 24,82 секунды, но этого было недостаточно, чтобы пройти в следующий раунд.